# ホーエンシュタウフェン城

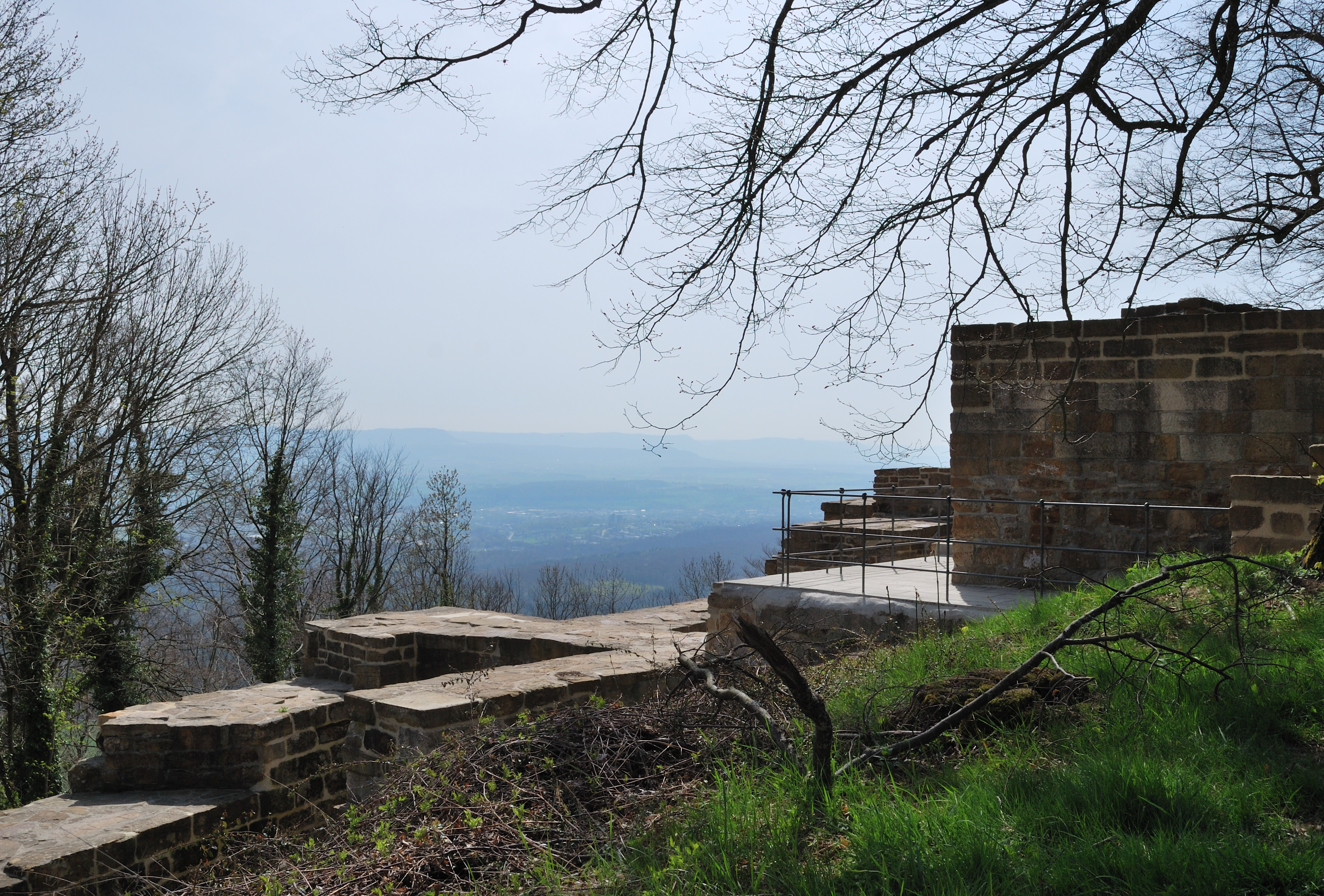
ホーエンシュタウフェン城跡からの風景

ホーエンシュタウフェン城(ドイツ語: Burg Hohenstaufen)は、ドイツのバーデン＝ヴュルテンベルク州ゲッピンゲンにある廃城。
山城で、シュヴァーベン公国内のレムス川とフィルス川に挟まれた円錐形の丘の上に、11世紀に築城された。1079年から1268年にかけてシュヴァーベン大公であったホーエンシュタウフェン朝の本拠地で、1155年から1250年の間に三人の神聖ローマ皇帝を輩出した。1525年のドイツ農民戦争の最中に破壊された。
海抜648mのホーエンシュタウフェン山の上に築かれている。「シュタウフ」とは広口のコップのことで、円錐形の山の形を述べたものである。

## 歴史
ホーエンシュタウフェン城は、シュタウフェン家のフリードリヒ（後のシュヴァーベン大公フリードリヒ1世）により、同家の近隣の権益を守るために1070年に築かれた城郭である。その後13世紀に至るまで、ホーエンシュタウフェン朝の皇族や王族によって領有された。1181年には神聖ローマ皇帝フリードリヒ1世がこの城を居城としており、その息子フィリップの妃であったイレーネー・アンゲリナは、夫が暗殺されて間もない1208年にこの城で亡くなっている。
1268年にホーエンシュタウフェン朝が断絶した後、城はハプスブルク朝の神聖ローマ皇帝ルドルフ1世により、皇族の所有とされた。戦略的にも象徴的意味においても重要な場所にあり、ヴュルテンベルク領主と神聖ローマ皇帝の間の争いの種だったからである。
1372年、城はついにヴュルテンベルク領主の手に落ちる。1519年にヴュルテンベルク公ウルリヒがシュヴァーベン同盟軍によって城から駆逐されると、ブロッセンシュタウフェンのゲオルク・シュタウファーと名乗る者が、ホーエンシュタウフェン朝の末裔と称して城を領有した。1525年のドイツ農民戦争中に農民によって城が占拠され破壊された時には、城を守る兵は僅かだったようである。廃城の石材は後に、ルネッサンスのゲッピンゲン城を築くために使われた。

## 城の姿

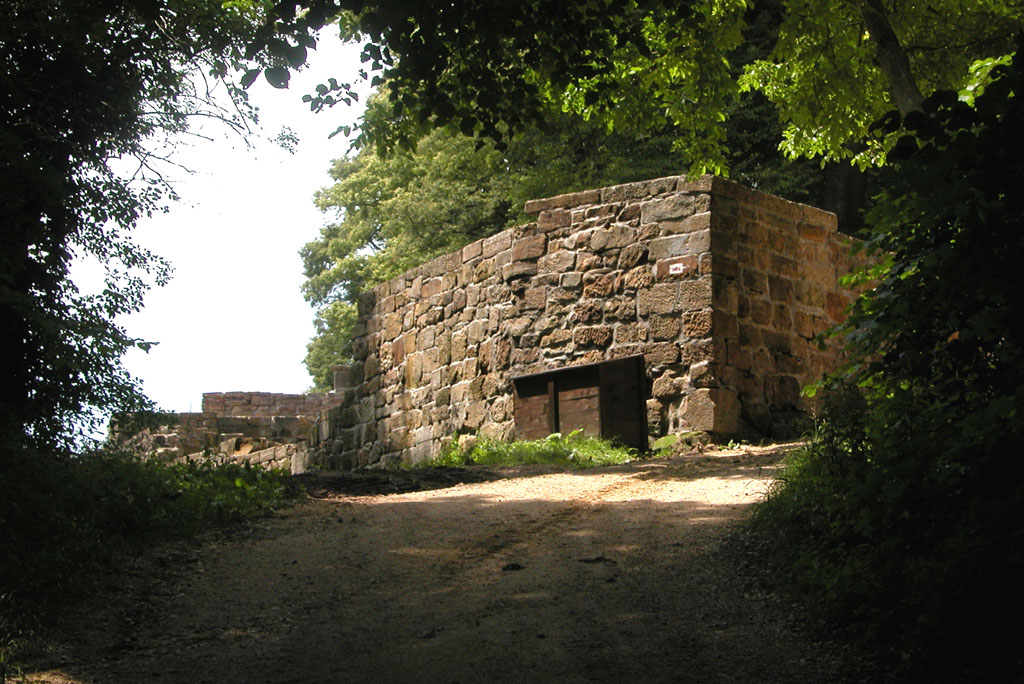
ホーエンシュタウフェン城跡
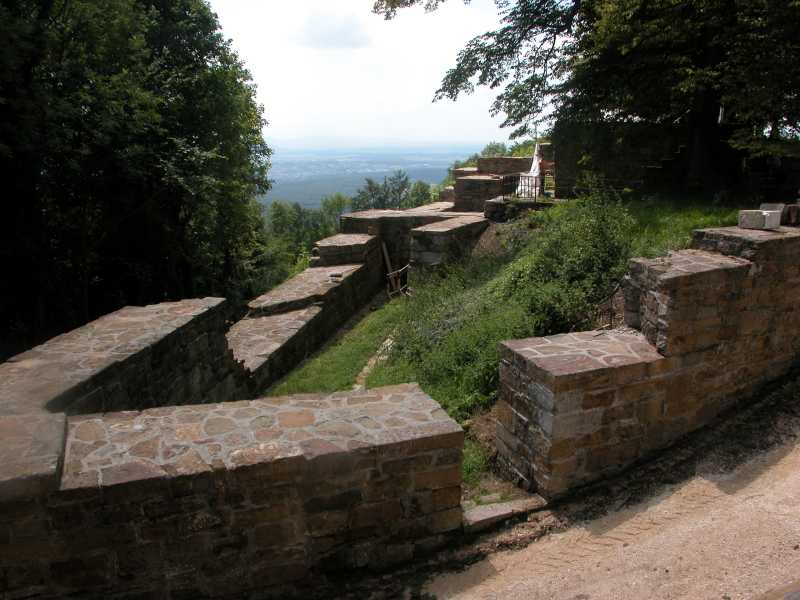
ホーエンシュタウフェン城跡
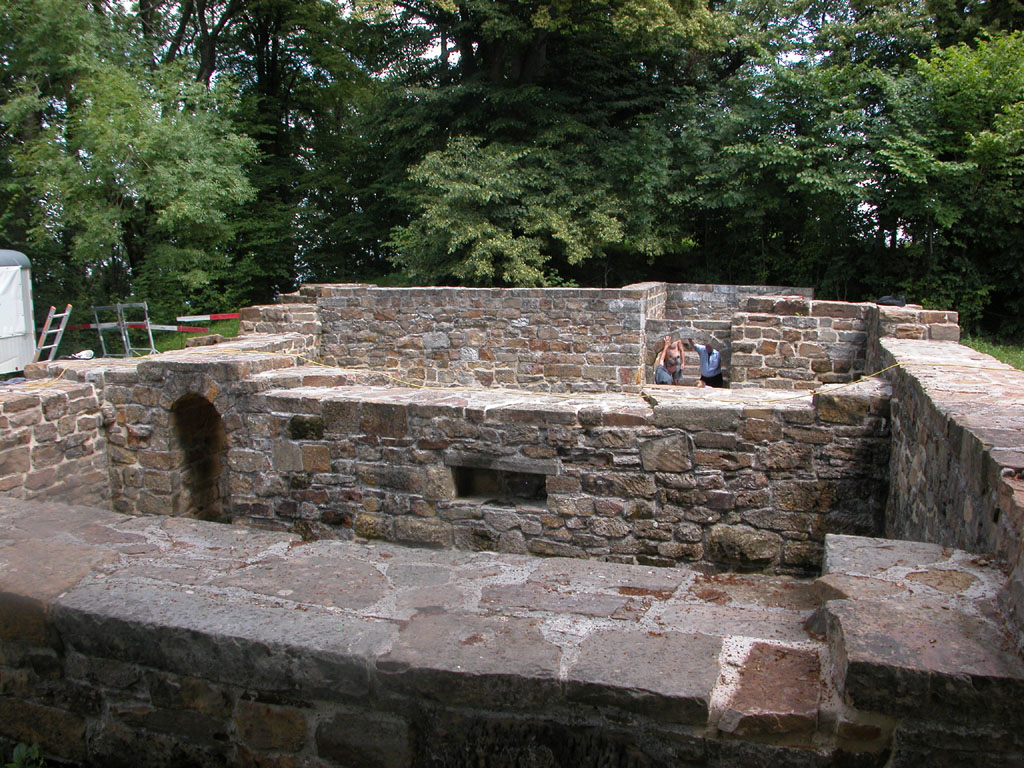
ホーエンシュタウフェン城跡
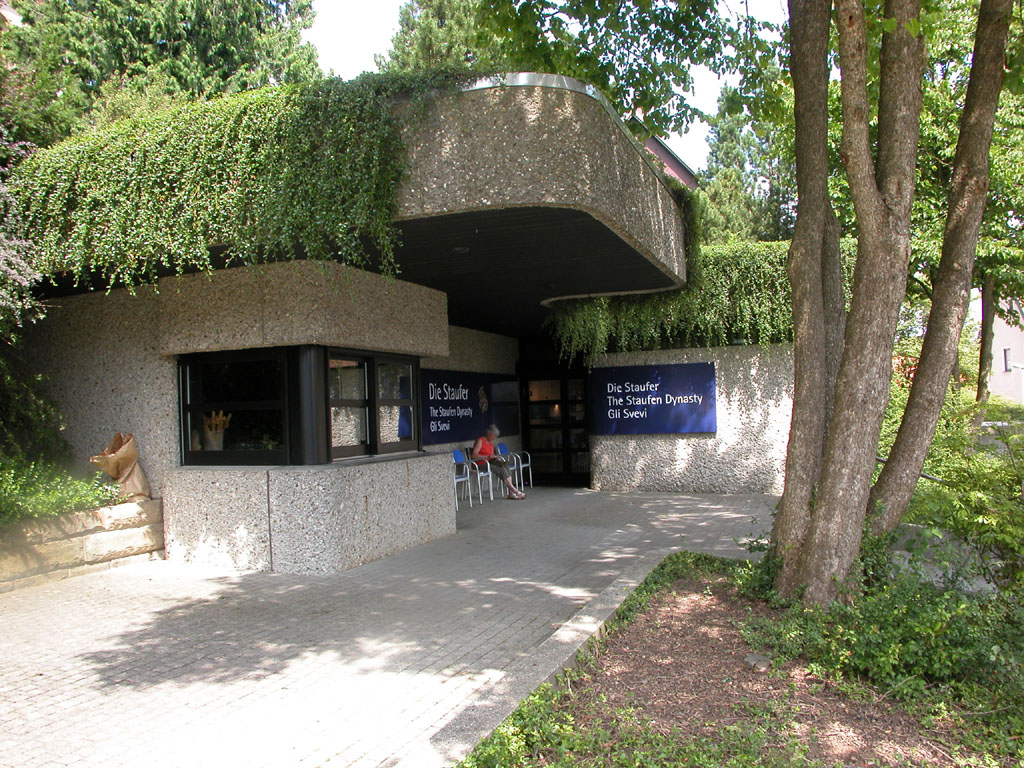
城内のシュタウファー資料館